# Uniwersytet Antwerpski
Uniwersytet Antwerpski (niderl. Universiteit Antwerpen) – jeden z głównych uniwersytetów w Belgii. Został założony w 2003 roku po połączeniu trzech uniwersytetów, znanych wcześniej jako Ruca (Universitair Centrum Antwerpen), UFSIA (Universitaire Faculteiten Sint-Ignacy Antwerpen) i UPA (Universitaire Instelling Antwerpen). Korzenie uczelni sięgają 1852 roku. Uniwersytet Antwerpski ma około 13 tys. studentów, co czyni go trzecim co do wielkości uniwersytetem we Flandrii. Na Uniwersytecie studiuje ponad 1,2 tys. studentów międzynarodowych (co stanowi ok. 9% wszystkich studentów na). Uniwersytet ten tworzy główny trzon Associatie van Universiteit en Hogescholen Antwerpen (AUHA).

## Kierunki nauczania na Uniwersytecie[3][4]
- Biznes i Zarządzanie
- Edukacja i Szkolenia
- Ekonomia
- Finanse i Księgowość
- Historia i Archeologia
- Informatyka i IT
- Komunikacja i Media
- Lingwistyka
- Literatura
- Matematyka
- Medycyna
- Nauki Biologiczne
- Nauki Fizyczne
- Polityka i polityka publiczna
- Płeć i Zróżnicowanie Kulturowe
- Prawo
- Socjologia
- Stosunki Międzynarodowe
- Studia Interdyscyplinarne
- Sztuki Piękne
- Weterynaria
- Zdrowie i Studia Paramedyczne

## Znani absolwenci
- Patrick Janssens
- Bart De Wever
- Kris Peeters
- Herman Portocarero
- Johan Vande Lanotte
- Johan Van Hecke
- Mieke Vogels
- Christine Van Den Wyngaert
- Frank Vandenbroucke